# بوودل (داکوتای جنوبی)
بوودل(به انگلیسی: Bowdle) شهری در ایالت داکوتای جنوبی کشور ایالات متحده آمریکا است که جمعیت آن در سرشماری سال ۲۰۱۰ میلادی، ۵۰۲ نفر بوده‌است.